# Inman (Nebraska)
Pour les articles homonymes, voir Inman.
Inman est un village du comté de Holt, dans l'État du Nebraska, aux États-Unis. En 2020, il comptait une population de 95 habitants.